# Приозёрное (Слободзейский район)
Приозёрное — село в Слободзейском районе непризнанной Приднестровской Молдавской Республики. Вместе с сёлами Фрунзе, Новая Андрияшевка, Новокотовск, Старая Андрияшевка, Уютное и посёлком при ж/д станции Новосавицкая входит в состав Фрунзевского сельсовета.